# Áreas protegidas de Marruecos

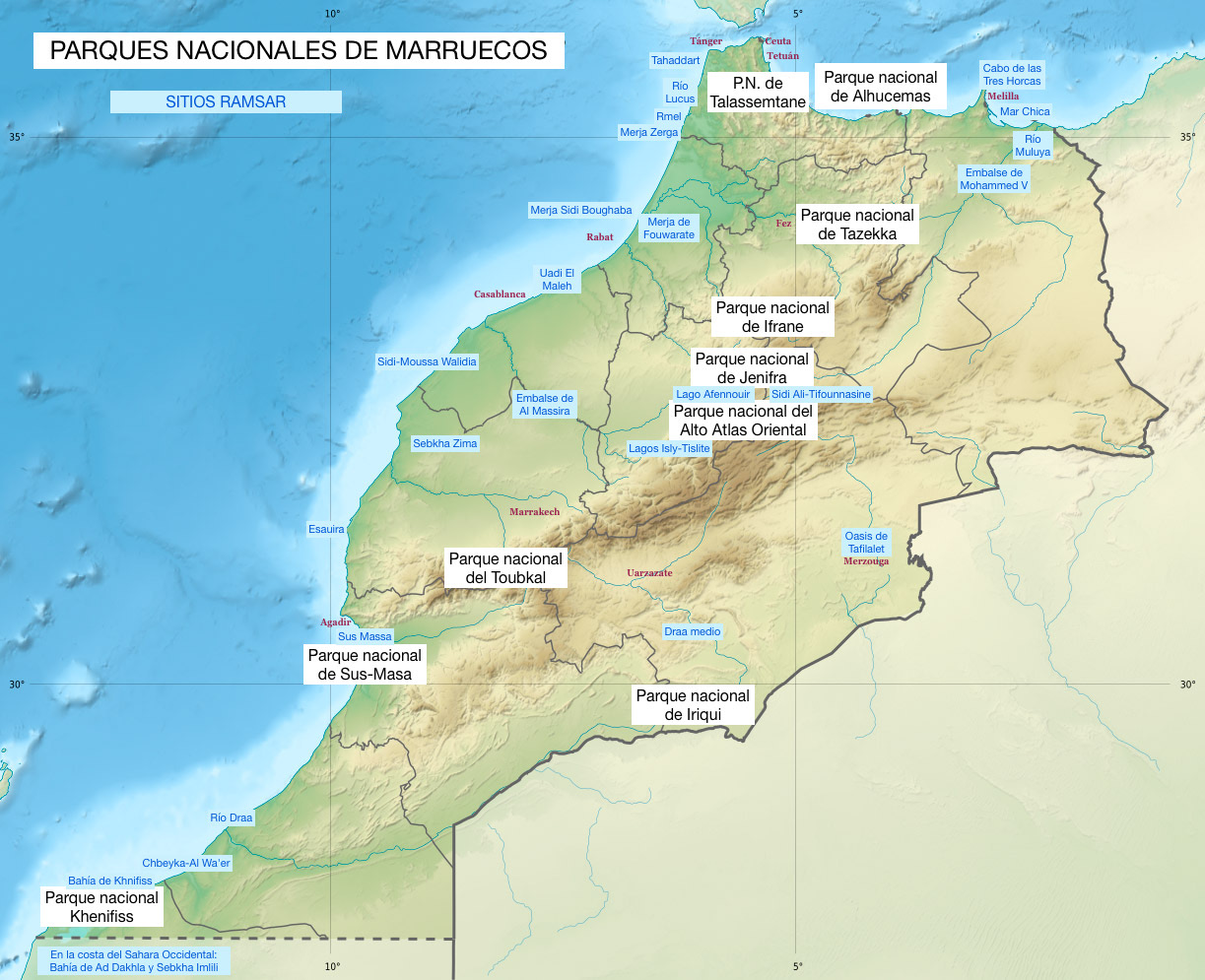
Parques nacionales y sitios Ramsar de Marruecos

En Marruecos hay 321 áreas protegidas que cubren 125.346 km², el 30,78% del territorio, y 718 km² de áreas marinas, el 0,26% de los 276.136 km² que pertenecen al país. Entre estas hay 10 parques nacionales, 19 parques naturales, 8 reservas naturales, 1 reserva biológica, 69 lugares de interés biológico y ecológico y 185 reservas de caza permanentes.
- Parque nacional de Alhucemas, 470 km². Norte de Marruecos, fachada mediterránea, entre Ceuta y Melilla.
- Parque nacional de Iriqui, 1.230 km², sitio Ramsar
- Parque nacional del Alto Atlas Oriental, 490 km²
- Parque nacional de Ifrane, 500 km²
- Parque nacional Khenifiss, 1.850 km²
- Parque nacional de Jenifra, 2.027 km²
- Parque nacional de Sus-Masa, 338 km²
- Parque nacional de Talassemtane, 580 km²
- Parque nacional de Tazekka, 120 km²
- Parque nacional del Toubkal, 1.000 km²

## Sitios Ramsar
En Marruecos hay 26 sitios designados como humedales de importancia (sitios Ramsar) con una extensión de 274.286 hectáreas.Dos de estos lugares (Bahía de Villa Cisneros y Sebja Imilili) no se encuentran en realidad dentro de los límites geográficos del Reino de Marruecos, sino en el Territorio No Autónomo del Sáhara Occidental, pendiente de descolonización.
- Merja Zerga, 73 km². Sitio Ramsar 206, 34°51′N 06°16′W. Noroeste, costa atlántica, 130 km al norte de Rabat. Reserva de caza. Laguna costera de salinidad variable, marismas intermareales, humedales y cañaverales separados del mar por una zona de dunas estable. Especies amenazadas.[4]
- Desembocaduras de los uadis Chbeyka-al Wa'er, 80 km²
- Desembocadura del río Muluya, 30 km²
- Desembocadura del río Draa, 100 km²
- Embalse de Mohamed V, 50 km²
- Sebja Bou Areg, también conocida como Mar Chica, 140 km². Una  sebja o sebkha es un lago salado. En este caso, se trata de la mayor laguna de la costa sur mediterránea, con 24 km de longitud y 7,5 km de anchura, separada del mar por un sistema de dunas. Frente a Nador, a 15 km al sudeste de Melilla. Lugar de invernada de aves migratorias y de puesta de varias especies de peces. Acuicultura, pesca y producción de sal.[5]
- Sebja Zima, 7,6 km²
- Humedales del río El Maleh, 12 km²
- Oasis de Tafilalet, 650 km²
- Complejo del Bajo Tahaddart, 110 km². Sitio Ramsar 1476, 35°34′N 06°00′W. Humedales, dunas, último lugar de descanso antes del estrecho de Gibraltar para las aves migratorias camino de Europa, en los años húmedos se ven flamencos y grullas comunes. También hay la avutarda común.[6]
- Cabo de Tres Forcas, 50 km², extremo de la península donde se encuentra de Melilla. Acantilados, cuevas y playas de grava, aguas claras y fondo arenoso. Alberga especies amenazadas como la foca monje, dos especies de lapas (Patella ferruginea y Patella nigra, la tortuga boba, el rorcual común y dos especies de delfines, el balfín y el delfín común.
- Complejo del Bajo Lucus, 36 km². Sitio Ramsar 1475, 35°07′N 06°00′W. Noroeste. Estuario, aguas poco profundas, zonas esteparias, humedales, llanuras inundables. Cultivo de arroz y salinas abandonadas. Especies amenazadas como la cerceta pardilla y el porrón pardo.[7]
- Humedal y pie de la meseta de Rmel, 13 km². Sitio Ramsar 1481, 35°02′N 06°14′W. Noroeste, costa atlántica. Tres lagos costeros, humedales entre las dunas de la playa y zonas de regadío. Especies amenazadas como la cerceta pardilla, el porrón pardo, la gaviota de Audouin y la nutria europea. Tres reptiles endémicos y zona de invernada de la gaviota sombría.[8]
- Lagos Isly-Tislite, 8 km²
- Draa medio, 450 km²
- Aguelmams Sidi Ali-Tifounassine, 6 km²
- Complejo de Sidi Moussa-Walidia, 100 km²
- Embalse de Al Massira, 140 km²
- Archipiélago y dunas de Essawira, 40 km²
- Lago de Afennourir, 8 km²
- Merja Sidi Boughaba, 6,5 km²
- Bahía de Khnifiss, 200 km²
- Bahía de Villa Cisneros, 400 km²
- Humedales de Souss-Massa, 10 km²
- Merja de Fouwarate, 5 km²
- Sebja Imilili, 17,74 km²

## Áreas de interés ornitológico
BirdLife International tiene catalogadas 46 áreas de importancia por las aves y la biodiversidad (Important Bird & Biodiversity Areas) que cubren 32,897 km² y engloban unas 336 especies de aves, de las que 16 son especies amenazadas y 273 son especies migratorias.
- Aguelmane n'Tifounassine, 400 ha. Aguelmame significa 'lago' en  bereber.
- Aguelmane de Sidi Ali Ta'nzoult, 1750 ha.
- Islas Púrpuras, 27 ha.
- Bahía de Villa Cisneros, 21.200 ha.
- Embalse de al Mansour Ad-Dhabi, 5.000 ha
- Embalse de Al Massira, 14.000 ha
- Embalse de Idriss Premier, 5.700 ha
- Embalse de Mohamed V, 6.000 ha
- Cantón Forestal de Sidi Bou Ghaba, 652 ha
- Cabo Spartel - Perdicaris, 70 ha
- Villa Cisneros, 20.000 km²
- Dwiyate, 750 ha, a 12 km de Fez.
- Desembocadura del río Muluya, 2.700 ha
- Acantilado Sidi-Moussa, 300 ha
- Jbel Krouz, 60.000 ha
- Jbel Moussa, 4.000 ha
- Jbel Zerhoun, 11.000 ha
- Laguna de Khnifiss, 20.000 ha
- Humedal de Larache, 3.600 ha
- Merja Bargha, 25 ha. Una merja es una laguna costera.
- Merja Halloufa, 300 ha
- Merja Zerga, 7.300 ha
- Merzouga/Tamezguidat, 22.700 ha
- Msseyed, 18.000 km²
- Uadi Chebeika, 300 ha
- Uadi Matil: Ksob, 350 ha
- Uadi Mird, 60.000 ha
- Uadi Tahadart, 14.000 ha
- Parque nacional del Toubkal, 36.000 ha
- Parque nacional de Sus-Masa y Aglou, 63.800 ha
- Parque nacional de Tazekka, 13,737 ha
- Parque nacional del Alto Atlas Oriental, 55.252 ha
- Parque nacional de Ifrane, 50.000 ha
- Parque nacional de Talassemtane, 64.600 ha
- Pista de Tagdilt, 13.000 ha
- Playa Blanche - Ras Takoumba, 25.000 ha
- Punta de Awfist, 750 ha
- Región de Fouchal-Matarka, 4.900 km²
- Región de Jorf Lasfar, 400 ha
- Sahb al Majnoun, 2.000 ha
- Sebja Bou Areg, 18.000 ha
- Sebja Zima, 600 ha
- Sidi Moussa - Oualidia, 4.500 ha
- Tamri y Imsouane, 4.800 ha
- Tarhazoute, 4.500 ha
- Humedal de Laayoune, 600 ha